# Herman Trier

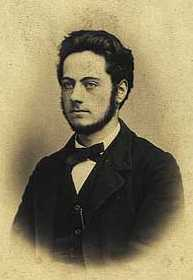
Herman Trier.

Herman Martin Trier, född den 10 maj 1845 i Köpenhamn, död där den 1 september 1925, var en dansk pedagog och politiker. Han var son till Adolph Trier.
Trier, som var av judisk släkt, blev filosofie kandidat 1863. Han slog sig på studiet av pedagogik samtidigt med  att han undervisade i högre skolor. Han slöt sig snart till brandesianismen och utgav skriftserien "Kulturhistoriske Personligheder" (3 band, 1876–1879), där han själv behandlade Beethoven, Lessing, Leonardo da Vinci, Pestalozzi och Zwingli. Senare skrev han även om Grundtvig (1886), som han, trots att han själv var fritänkare, värderade högt. Trier var en av Studentersamfundets stiftare 1882, dess ordförande 1884–1889 och särskilt ledare för dess arbetarundervisning 1883–1898 samt för dess utgivning av småskrifter 1882–1894. Han utgav en samling av sina uppsatser, Paedagogiske Tids- og Stridsspörgsmaal, i 3 band 1892–1893, och var en av utgivarna av den pedagogiska tidskriften "Vor Ungdom" 1879-1903. Särskilt visade han intresse för slöjdundervisning och blev 1886 ordförande i Dansk slöjdförening. År 1884 valdes Trier till folketingsman, under det att motkandidaten, högerpartiets ledare, Christian Rimestad, föll igenom. Själv led han visserligen nederlag vid 1887 års val, men blev ånyo riksdagsman 1890 och omvald ända till 1909. Trier tillhörde oppositionen och intog snart en aktad ställning. Han verkade för folkskoleväsendets utveckling och främjandet av allmänt humana syften, blev 1895 folketingets vice talman och 1901 dess talman, men lämnade denna post i januari 1905 efter vänsterns klyvning, varvid han slöt sig till den radikala gruppen. År 1910 blev han kungavald landstingsman. Vidare valdes han 1893 till stadsfullmäktig i Köpenhamn och omvaldes oavbrutet ända till 1917 samt var församlingens ordförande 1898–1907. Dessutom var han 1899 en av de tre män, vilkas medling gjorde slut på en flera månader omfattande lockout i Köpenhamn. År 1900 utgav han monografin Gaarden Nr. 8 Amagertorv och 1902 en samling uppsatser under titeln Af Dagen og Vejen.